# Jump ’n’ Run

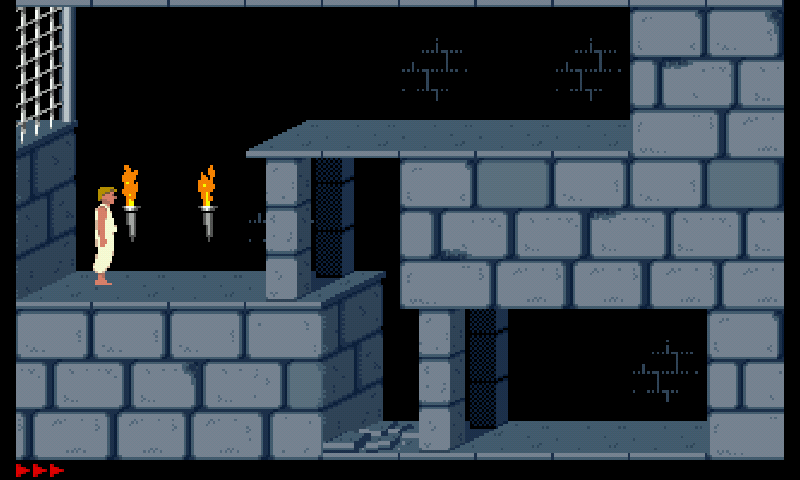
Typische seitliche Ansicht eines 2D-Jump-’n’-Runs mit Spielfigur und Plattformen, hier Prince of Persia

Als Jump ’n’ Run (von englisch jump and run ‚springen und laufen‘ oder ‚spring und lauf‘) bezeichnet man Computerspiele, bei denen sich die Spielfigur laufend und springend fortbewegt. Das präzise Springen stellt dabei häufig ein zentrales Element des Spielprinzips dar.

## Begriff

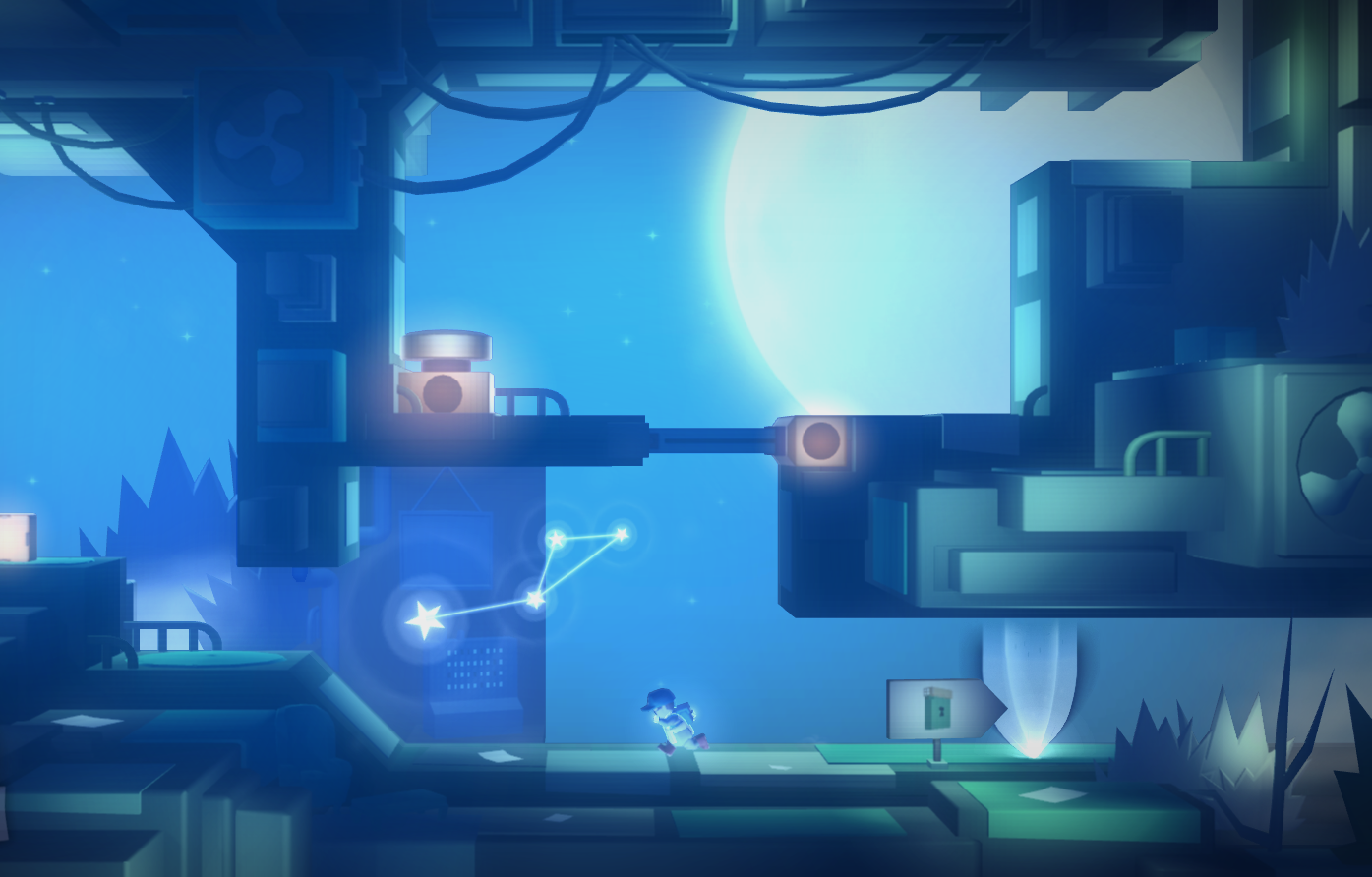
Screenshot eines 2D-Jump-’n’-Runs mit dreidimensionaler Grafik

Die Bezeichnung „Jump ’n’ Run“ hat sich im deutschen Sprachgebrauch als Computerspielbegriff etabliert, ist im Englischen jedoch als Bezeichnung für das Genre eher unüblich. Stattdessen wird dort generell von platform game oder kurz platformer gesprochen. Entsprechend werden derartige Spiele im deutschsprachigen Raum manchmal auch als Plattformspiele oder Plattformer bezeichnet.

## Eigenschaften
Spielen des Genres ist gemein, dass die Spielfigur an das Ende eines Levels navigiert werden muss, während der Spieler Hindernissen ausweicht und von einer Plattform zur nächsten springt. Das Erreichen des Ziels kann zusätzlich an das Besiegen eines besonders starken Gegners, das Einsammeln einer gewissen Menge an Punkten oder auch das Unterschreiten einer bestimmten Spielzeit geknüpft sein. Charakteristisch ist dabei ein Versuch-und-Irrtum-Ansatz, bei dem der Spieler durch wiederholtes Spielen desselben Spielabschnitts die Bewegungsmuster gegnerischer Charaktere und die Eigenheiten des Levels erkennen und die eigene Herangehensweise daran anpassen muss, um zu bestehen. Die Spiele erfordern demzufolge das wiederholte Spielen derselben Spielabschnitte, um einen gewissen Grad an Vertrautheit mit dem nötigen Bewegungsmuster zu erlangen. Auch die Berechenbarkeit des Verhaltens der Gegner ist dazu von zentraler Bedeutung, weshalb diese meist einfachen Mustern folgen.
Damit einhergehend ist ein Anstieg des Schwierigkeitsgrades. Die ersten Spielstufen haben primär den Zweck, den Spieler mit den Grundlagen und der Steuerung des Spiels vertraut zu machen, und sind somit ein interaktives Tutorial. Hier können oftmals noch leicht Extraleben eingesammelt werden, die mehr Versuche in späteren Spielabschnitten erlauben. Hat der Spieler alle Leben verbraucht, ist das Spiel in der Regel verloren und der Spielabschnitt oder das ganze Spiel muss von Neuem begonnen werden.
Es wird unterschieden zwischen 2D- und 3D-Jump-’n’-Runs. In ersteren werden die Spielfigur und der Spielabschnitt von der Seite dargestellt, und Bewegung ist nur in zwei Dimensionen möglich. Die Darstellung kann dabei trotzdem in dreidimensionaler Grafik erfolgen. In 3D-Jump-’n’-Runs bewegt sich die Spielfigur in einer in Zentralprojektion dargestellten Spielwelt und kann in alle Richtungen bewegt werden. 2D-Jump-’n’-Runs zeichnen sich meist durch horizontales Scrolling aus, typischerweise von links nach rechts, aber auch entgegengesetztes oder vertikales Scrolling ist anzutreffen.

## Meilensteine der Jump ’n’ Runs
- Space Panic (Universal/ADP Automaten GmbH, 1980) – Erstes Plattformspiel (ohne Springen)
- Donkey Kong (Nintendo, 1981) – Gilt als erstes Jump ’n’ Run nach heutiger Definition, führte Hintergrundgeschichte und Filmsequenzen ein
- Pitfall! (Activision, 1982) – Erstes Jump ’n’ Run ohne vorgegebene Abfolge von Leveln
- Ant Attack (Quicksilva, 1983) – Erstes Jump ’n’ Run mit dreidimensionaler Bewegungsmöglichkeit
- Lode Runner (Brøderbund, 1985) – Erster Plattformer mit inkludiertem Leveleditor
- Super Mario Bros. (Nintendo, 1985) – Erster Plattformer mit Side-Scrolling und eines der berühmtesten Jump-’n’-Run-Spiele[6]
- Prince of Persia (Brøderbund, 1989) – Animationsentwicklung mit Hilfe von Rotoskopie
- Commander Keen Episode 1: Marooned on Mars (id Software, Softdisk, 1990) – Erster PC-Side-Scroller
- Donkey Kong Country (Rare, 1994) – Erster Einsatz vorgerenderter Grafiken
- Jumping Flash! (Exact Co. & Ultra Co., 1995) – Erstes dreidimensionales Polygon-Jump-’n’-Run in 1st-Person-Perspektive
- Super Mario 64 (Nintendo, 1996) – Erstes dreidimensionales Jump ’n’ Run mit Zentralperspektive und weitgehend frei wählbarer Kameraposition

Für weitere Vertreter dieses Genres siehe Kategorie Jump ’n’ Run.